# Idactus tridens
Idactus tridens là một loài bọ cánh cứng trong họ Cerambycidae.